# Храм Петра и Павла (Хамина)
Храм Апостолов Петра и Павла (фин. Pietari-Paavalin ortodoksinen kirkko) — православный храм в центральной части города Хамина в Финляндии. Является главным храмом православного прихода Хамины Хельсинкской митрополии Финляндской православной церкви.

## История
Храм был построен в центральной части Фридрихсгамской крепости в период с 1831 по 1837 год в неоклассическом стиле по проекту архитектора Давида Ивановича Висконти (по другим предположениям — Луи Висконти) и освящён в честь святых апостолов Петра и Павла. В 1830-х годах император Николай I передал территорию крепости городу Фридрихсгаму.
В 1862 году к церкви была пристроена колокольня в русско-византийском стиле.
В настоящее время храм включён в список памятников культурного наследия и находится под охраной музейного ведомства Финляндии.